# Fortville
Fortville – miasto w Stanach Zjednoczonych, w stanie Indiana, w hrabstwie Hancock.